# Lacconotus pallidus
Lacconotus pallidus là một loài bọ cánh cứng trong họ Mycteridae. Loài này được Van Dyke miêu tả khoa học năm 1928.